# Krośniewice
Krośniewice é um município da Polônia, na voivodia de Łódź e no condado de Kutno. Estende-se por uma área de 2,96 km², com 4 460 habitantes, segundo os censos de 2016, com uma densidade de 1 067,0 hab/km².